# Cleomenes vittatoides
Cleomenes vittatoides är en skalbaggsart som beskrevs av Holzschuh 2006. Cleomenes vittatoides ingår i släktet Cleomenes och familjen långhorningar. Inga underarter finns listade i Catalogue of Life.